# Sapere aude
Sapere aude je latinski izraz koji znači usudi se znati (tj. "imaj hrabrosti koristiti svoj vlastiti um, bez tuđeg vodstva"). 
Frazu je prvi koristio rimski pjesnik Horacije u Pismima (20. pr. Kr.), iako se ova fraza poistovjećuje s Kantom koji ju je uzeo kao moto za Prosvjetiteljstvo u svom eseju “Što je Prosvjetiteljstvo” (1784). Kao filozof, Kant je tvrdio da fraza Sapere aude je krilatica za cijeli period Prosvjetiteljsva, i koristio ju je da bi razvio svoje teorije za primjenu razuma u javnim sferama ljudskog života.
U 20. stoljeću u eseju “Što je Prosvjetiteljstvo” (1984.), Michel Foucault uzima Kantovu formulaciju “usudi se znati” da bi pronašao mjesto za pojedinog čovjeka i ženu u post-strukturalnoj filozofiji, i tako je došao u dodir s problematičnim nasljeđem ovog pojma iz doba Prosvjetiteljstva. Osim toga u eseju Epistémè baroque: le mot et la chose (hr. Znanje baroka: Riječ i stvar) (2013.), Jean-Claude Vuillemin je predložio da Sapere aude bude krilatica baroknog epistemea (znanja).
Veliki broj sveučilišta, a i druge obrazovne institucije koriste ovu frazu kao svoju krilaticu.